# Império do Espírito Santo da Agualva

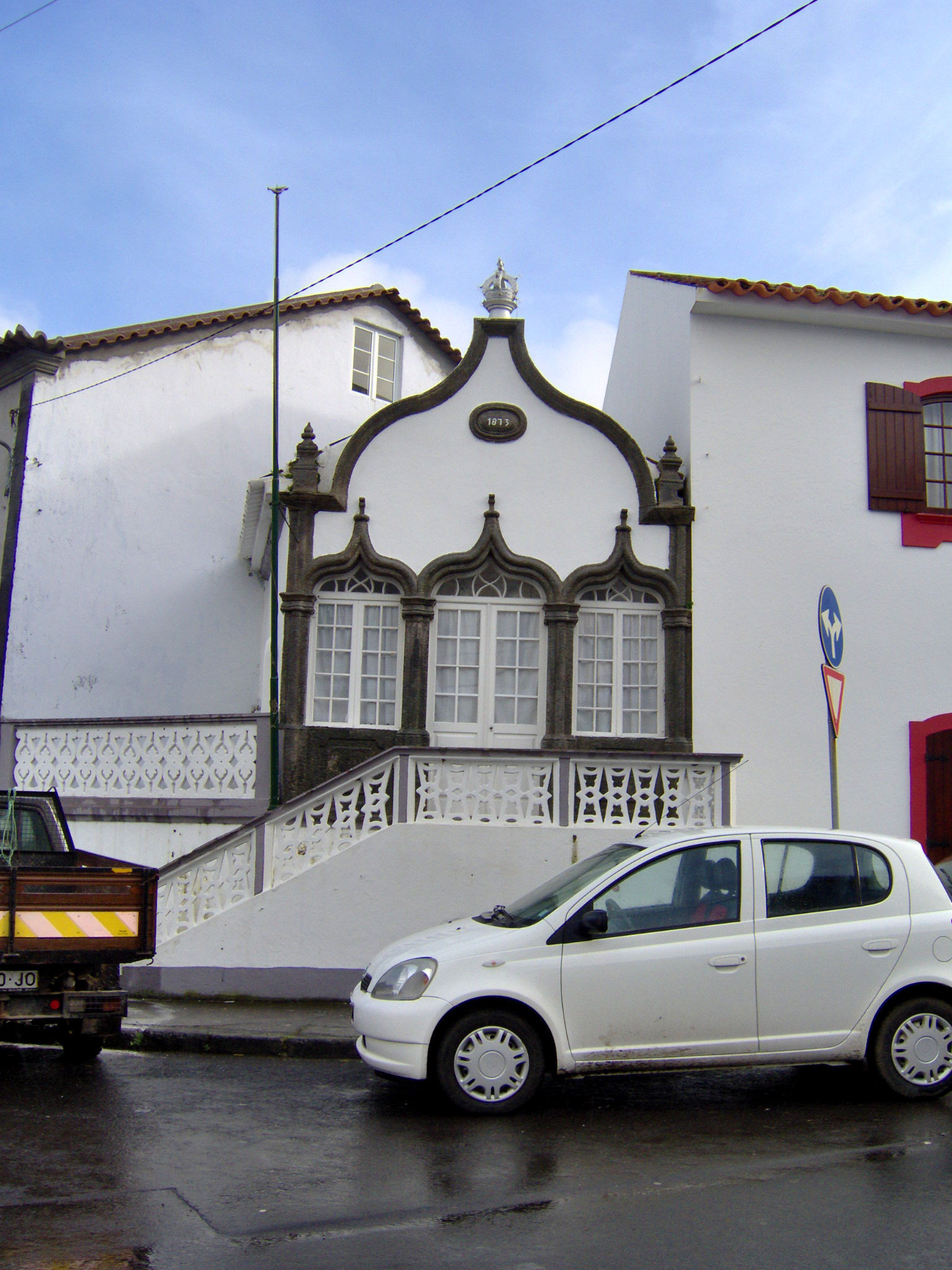
Império do Espírito Santo da Agualva.

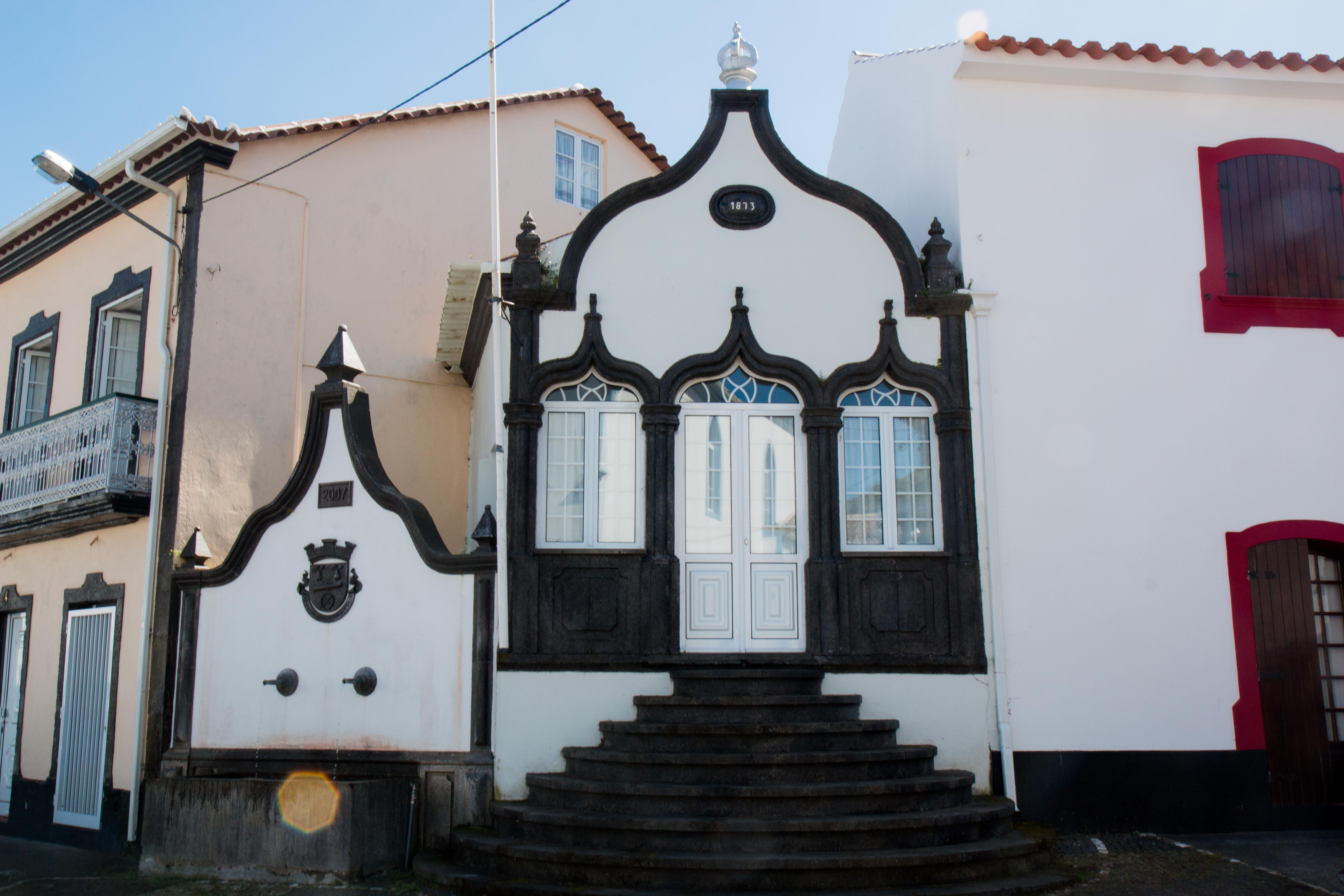
Império do Espirito Santo da Agualva

O Império do Espírito Santo de Agualva é um Império do Espírito Santo português que se localiza na freguesia açoriana da Agualva, concelho da Praia da Vitória, Ilha Terceira, arquipélago dos Açores.
Este império localiza-se num largo e fronte para à Igreja Paroquial de Nossa Senhora da Guadalupe e data de 1873, tendo embora sido sujeito a profundas obras de restauro já no Século XXI.
As obras de restauro a que foi sujeito neste século deram-lhe uma fachada completamente nova que no entanto obdeceu ao traçado tradicional.
Encontra-se rodeado por um amplo espaço de calçada tradicional portuguesa onde predomina a cor branca. As obras de restauro e o respectivo lago foram comparticipadas Secretaria Regional da Habitação e Equipamentos e pela Câmara Municipal da Praia da Vitória.
Os estatutos da Irmandade do Espírito Santo, que se encontram nos arquivos do Governo Civil dos Açores, datam de 30 de Março de 1901, datando o alvará, assinado pelo Conde de Sieuve de Menezes, então chefe do Distrito de Angra do Heroísmo, de 4 de Abril de 1902.